# Vogesenkapelle

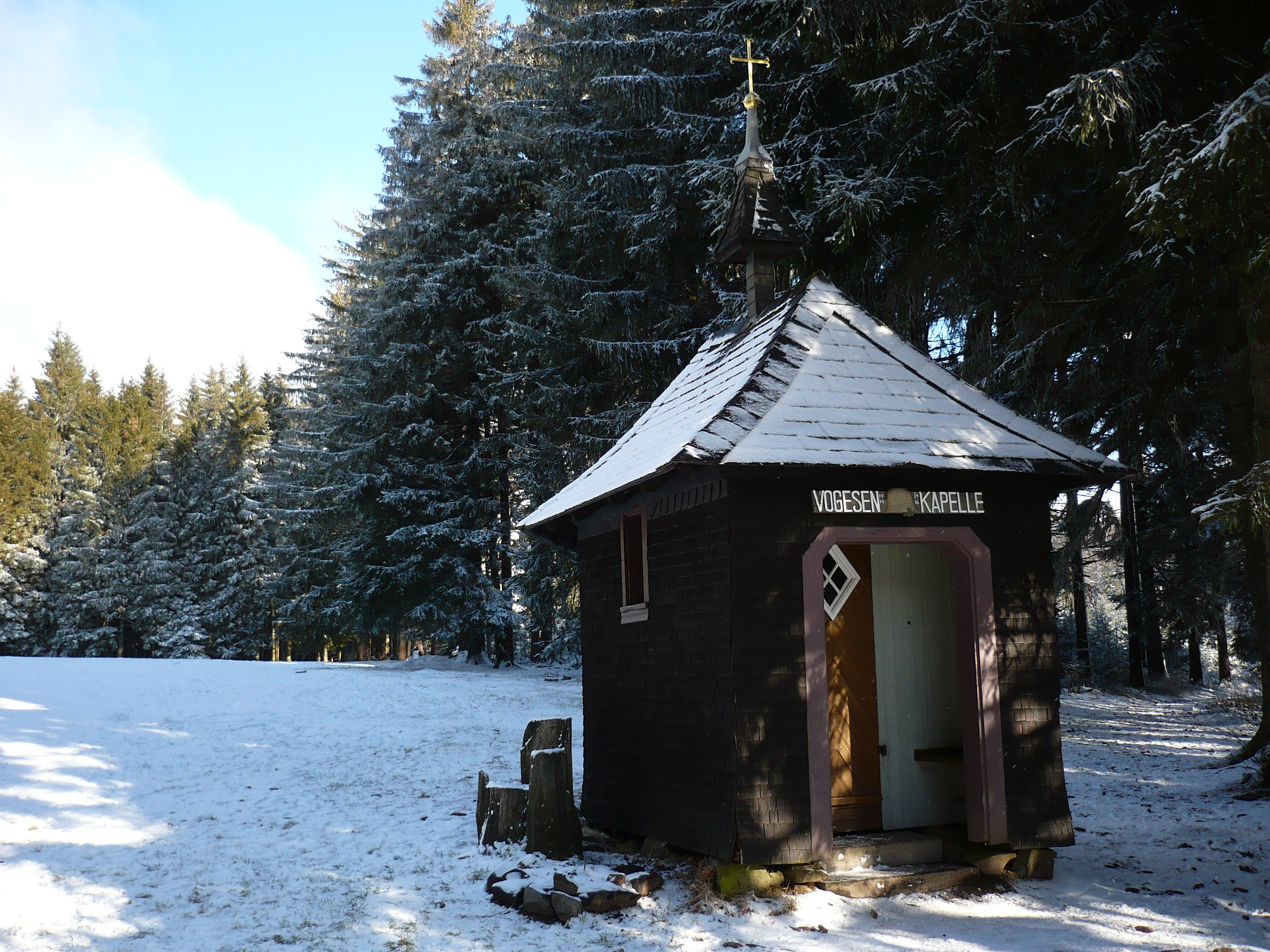
Vogesenkapelle

Die Vogesenkapelle liegt im Hochschwarzwald am Panorama-Wanderweg zwischen St. Märgen und St. Peter auf 1015 m in einer Waldlichtung. Ihr Bau und ihr Name gehen zurück auf ein Gelübde des Altbauern vom Reinerhof, Leopold Hättich.

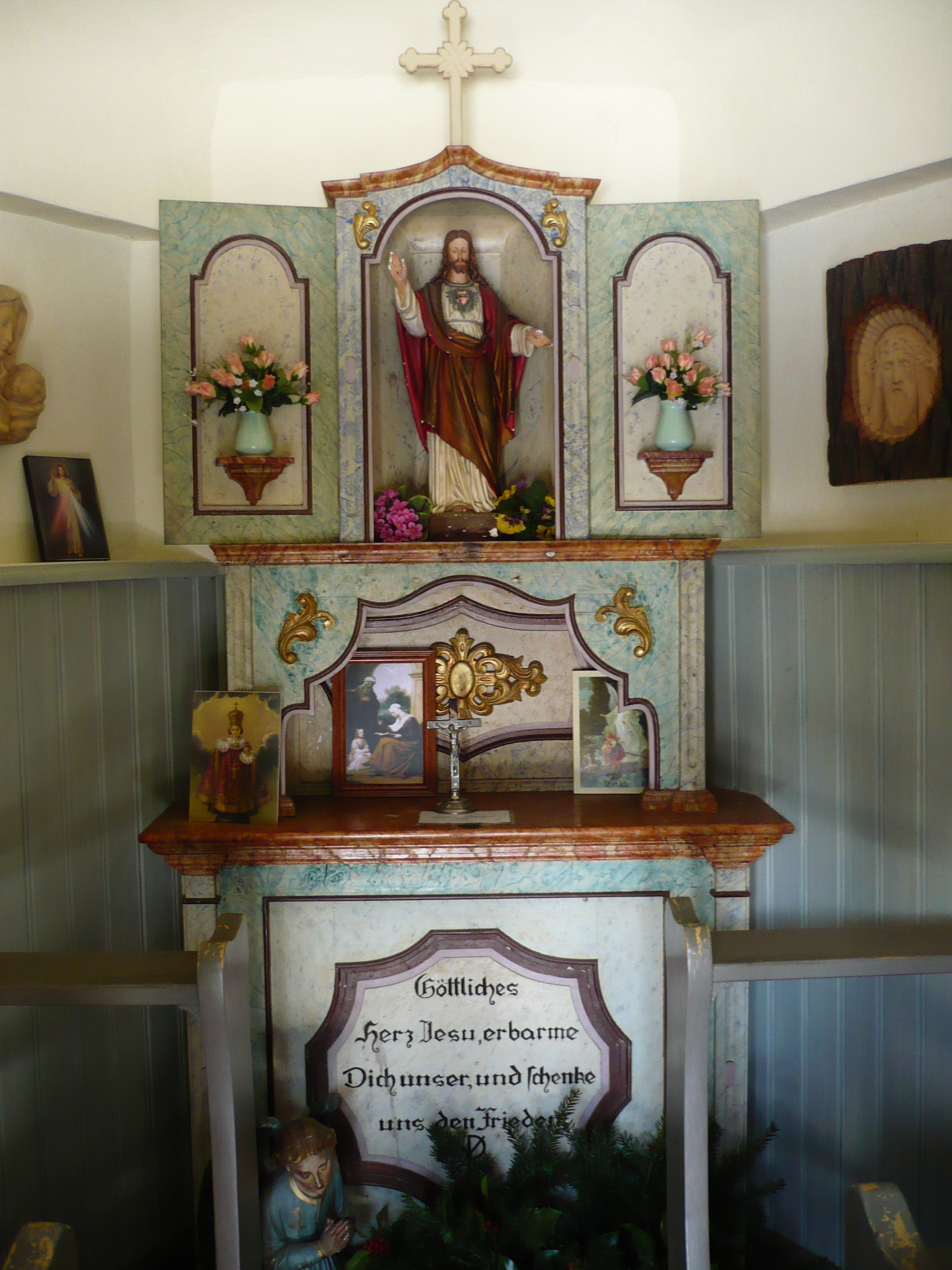
Inneres der Kapelle

Ein Schild in der Kapelle erklärt den Namen:

Leopold Hättich war Soldat im Ersten Weltkrieg und kämpfte gegen die Franzosen in den Vogesen. Am 16. Januar 1915 befand er sich in Aspach-le-Bas (Nieder-Aspach, im Oberelsass), von wo er bei klarem Wetter und einem schönen Sonnenuntergang bis hinüber auf den Schwarzwald sah und sogar – so sein Bericht – seinen Hof ausmachen konnte. Der Schwarzwald war von den Kriegswirren noch nicht heimgesucht worden, doch sah Leopold Hättich in den Vogesentälern Tod und Zerstörung. So legte er das Gelübde ab, dass er, würde Gott den Schwarzwald und die Menschen darin verschonen, nach seiner Rückkehr eine Kapelle „zu Ehren des göttlichen Herzens Jesu“ errichten wolle.
Das genaue Baudatum findet sich nicht an der Kapelle, auf dem Schild steht lediglich „Vogesenkapelle 1914 1918“. Die Kapelle wurde erst 1938 erbaut, ohne Genehmigung der Nazibehörden. Es folgte auch eine Anzeige, doch die Kapelle blieb stehen.